# نگادی چولی
نگادی چولی (انگلیسی: Ngadi Chuli) که قله ۲۹، داکورا، داکوم یا دناپورنا نیز نامیده می‌شود، قله بلندی در مانسیری هیمال (یا ماناسلو هیمال) با نام دیگر توده گورخا در نپال است که به سمت شمال در پهلوی ماناسلو و در جنوب هیمالچولی قرار دارد.
با وجود این که این کوه ۲۰مین کوه بلند دنیا است، فقط یک یا دو بار صعود شده‌است. نخستین صعود احتمالی این کوه در سال ۱۹۷۰ توسط کوهنوردان شرپای عضو تیم صعود ژاپنی انجام شد ولی ۷۰ متر پایین‌تر از قله، به مدت حدود دو ساعت از دیدگان ناپدید شده و در راه بازگشت از دیواره‌ای یخی سقوط کردند و صعود یا عدم صعود آنها مشخص نشد. تیم‌های ژاپنی برای دستیابی به صعودی تائیدشده سه تلاش دیگر در سال‌های ۱۹۷۴، ۱۹۷۸ و ۱۹۸۲ انجام دادند که هیچ‌کدام موفقیت‌آمیز نبود.
نخستین صعود تاییدشده و تنها صعود موفقیت‌آمیز این کوه  (تا سال ۲۰۱۴) در سال ۱۹۷۹ توسط کوهنوردان لهستانی انجام شد.